# 14e brigade de chars (Ukraine)
Pour les articles homonymes, voir 14e brigade.
La 14e brigade de chars (en ukrainien : 14-та окрема танкова бригада, abrégé en 14 ОТБр), qui peut être aussi traduit par 14e brigade blindée, est une grande unité blindée des troupes terrestres des Forces armées de l'Ukraine.

## Historique
La 14e brigade de chars est créée le 1er février 2015 et affectée au corps de réserve. Le 28 décembre 2015 elle participe avec succès aux manœuvres sur le terrain d'entraînement militaire de Shirokolanivka « Shirokyi Lan » (uk) confirmant qu'elle était prête à effectuer des missions de combat,. Comme la brigade n'est qu'une unité de réserve, seule une partie des cadres sont des militaires professionnels, en attendant une hypothétique mobilisation qui permettrait de compléter ses effectifs avec des réservistes et des conscrits. Après les manœuvres de 2015, la brigade n'existe plus que sur le papier ; elle ne figure plus sur l'ordre de bataille de l'Armée ukrainienne depuis décembre 2019.
En août 2022 et janvier 2023, le correspondant de guerre américain David Axe, indique que la 14e brigade de chars serait une unité fictive,.

Manœuvres de 2015
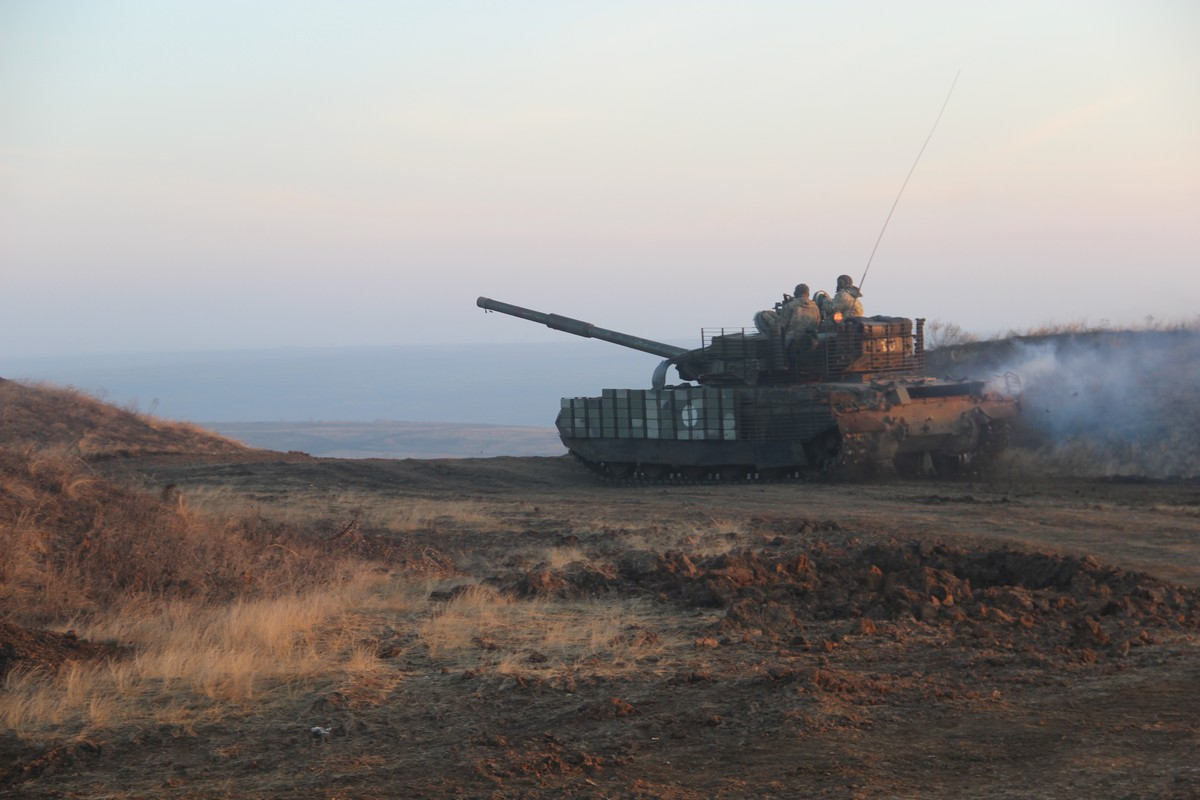
Un T-64BV
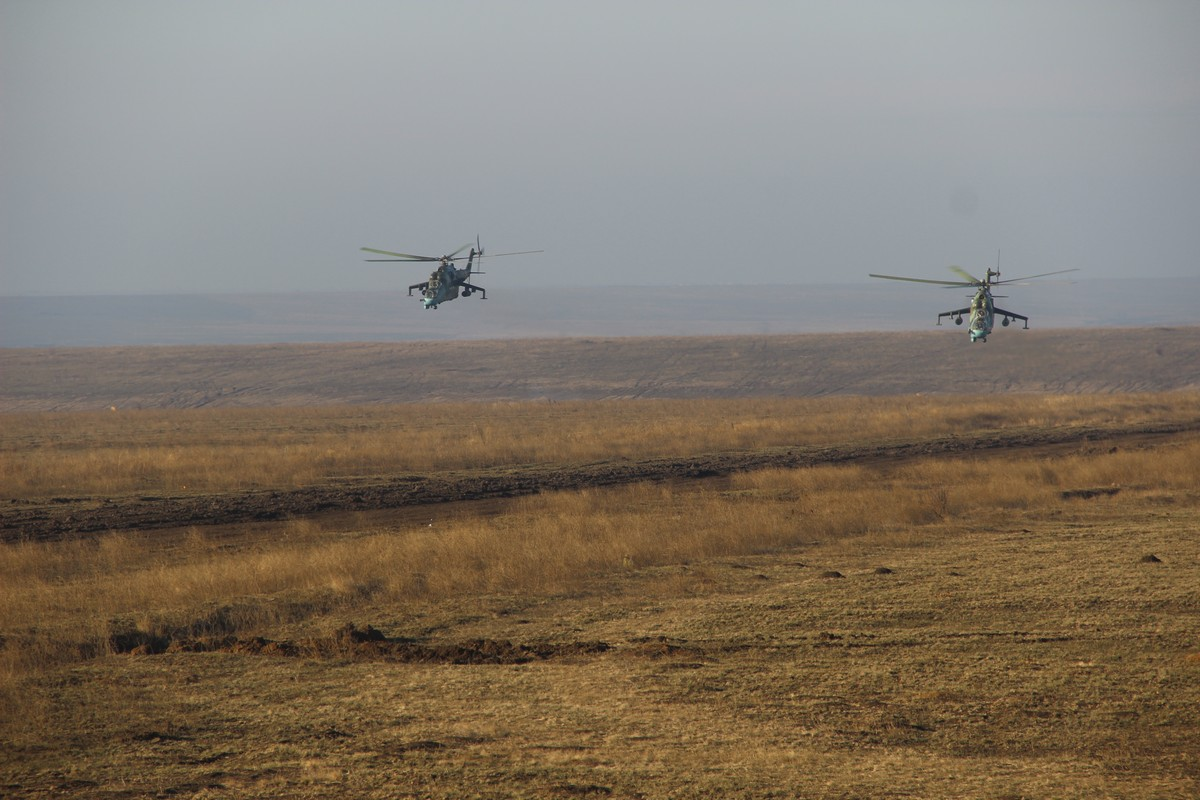
Deux Mil Mi-24
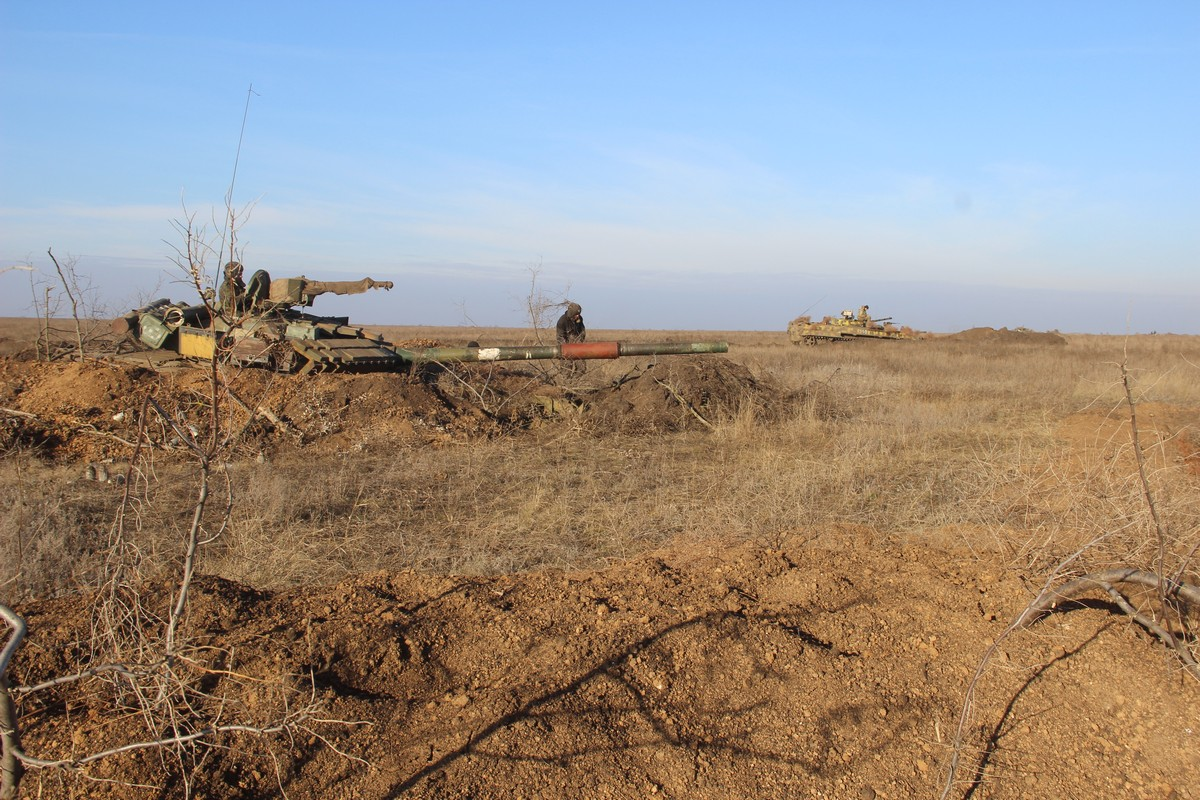
Deux T-64 en position de tir
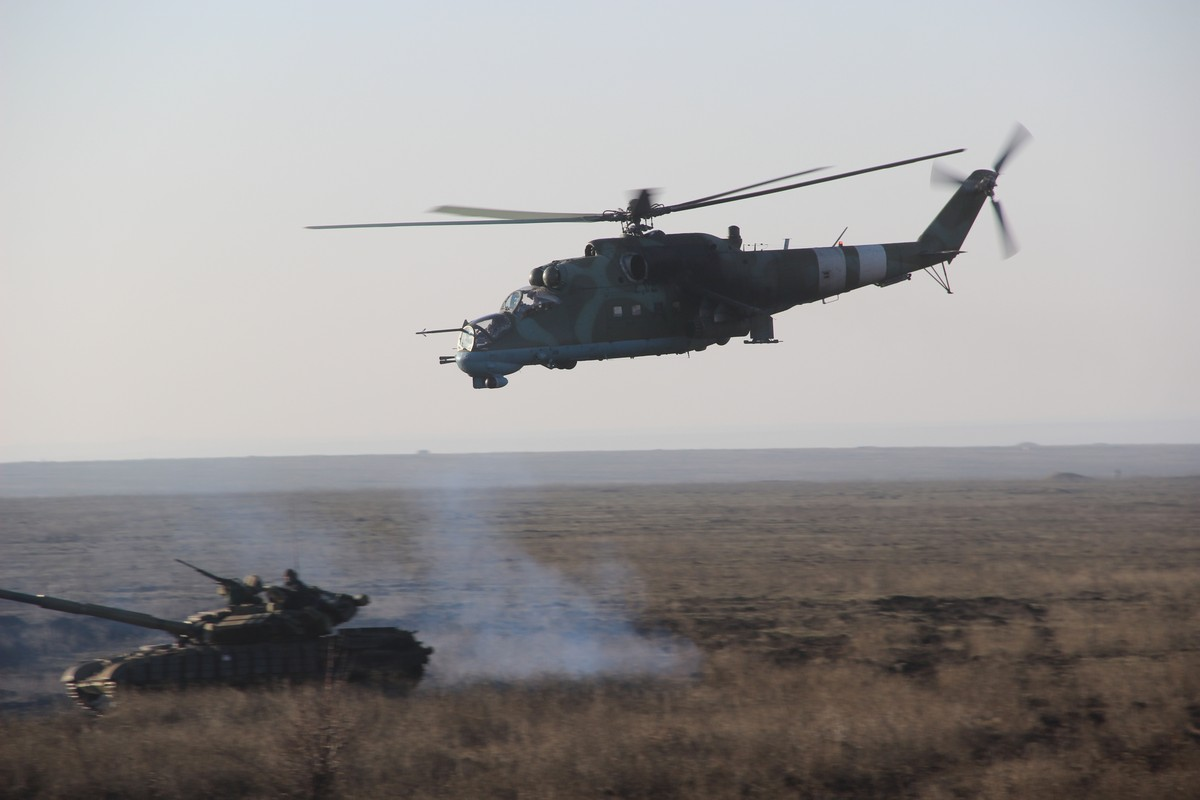
T-64 et MI-24.